# Brinta

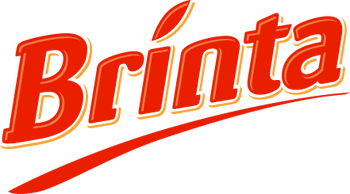
Merklogo

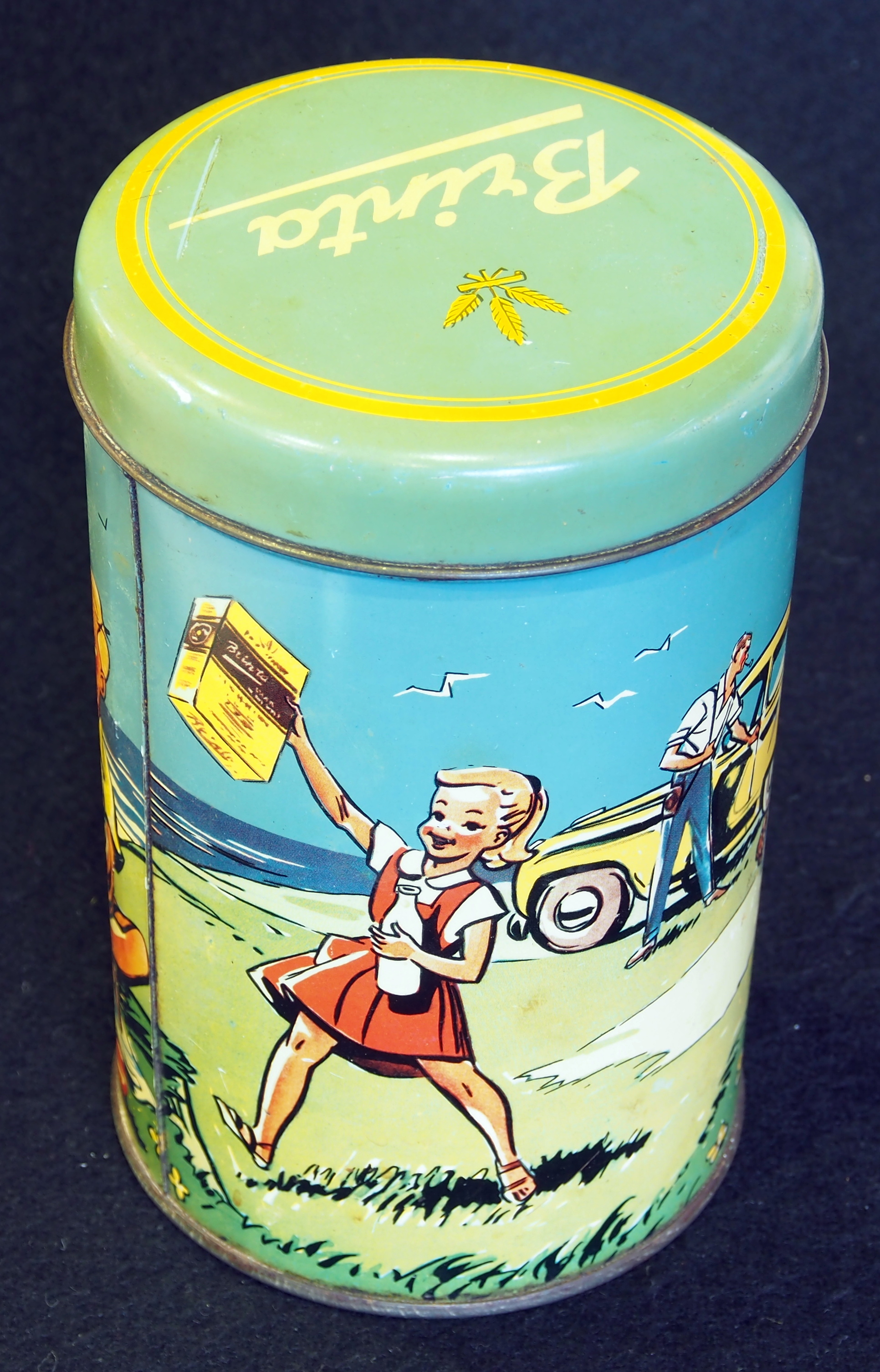
Brintablik

Brinta, een acroniem voor Breakfast instant tarwe, is een Nederlands ontbijtproduct. De grondstof is gebroken tarwe waaraan een klein beetje zout is toegevoegd. Een bord Brinta bestaat uit het aan warme of koude melk of melkvervanger toegevoegde volkorentarwemeel, eventueel op smaak gebracht met suiker of honing.

## Geschiedenis
Brinta is met 10,5 gram voedingsvezel per 100 gram (onbereid) product een vezelrijk product te noemen.
Brinta verscheen voor het eerst in de handel in 1944. Het procedé om het instant graanproduct te maken is ontwikkeld door de Groninger Frederik André Möller. Tarwekorrels worden gebroken en vermengd met water tot een brij. Die wordt vervolgens gekookt, geperst, gewalsdroogd en vermalen. De productie werd ter hand genomen in een fabriek van Willem Albert Scholten, gevestigd te Foxhol.
De ontbijtpap werd in Nederland geïntroduceerd met een reclamecampagne in Amerikaanse stijl. In 1963 bereikte de merkbekendheid een hoogtepunt nadat elfstedentochtwinnaar Reinier Paping als antwoord op de vraag van Joop van Zijl wat hij had gegeten van tevoren antwoordde 'Och wat lichte kost, een bord Brinta'. Deze uitspraak werd vervolgens gebruikt in de  volgende reclameactie.
Via fusie met Honig in 1965 en na de overname in 1978 van het merk door CSM en de productie door Avebe, kwam het product in 2001 uiteindelijk in handen van H.J. Heinz Company. Die besloot in 2006 de fabriek in Foxhol te sluiten en de productie voort te zetten bij Honig te Nijmegen. In 2013 sloot ook de fabriek in Nijmegen. De productie van Brinta werd voortgezet in de Heinz-vestiging te Utrecht.
In maart 1994 was Brinta in Nederland een aantal weken geheel uit de handel wegens een besmetting met de salmonellabacterie.
In 2016 werd de productielocatie te Utrecht van de in 2015 gevormde Kraft Heinz Company, waar onder meer Brinta wordt gemaakt, verkocht aan Coflace Food. Dat is een dochterbedrijf van de LIVIA Group, een industrieel bedrijf gevestigd in München en Wenen. Heinz bleef nog ten minste vijf jaar verantwoordelijk voor de verkoop van het product.